# Matthew Pinsent
Sir Matthew Clive Pinsent (CBE) (født 10. oktober 1970 i Holt, England) er en britisk tidligere roer, firedobbelt olympisk guldvinder og tidobbelt verdensmester.

## Karriere
Pinsent deltog ved sit første OL ved OL 1992 i Barcelona, hvor han stillede op i toer uden styrmand sammen med Steve Redgrave. Parret vandt guld foran Tyskland og Slovenien, og gentog bedriften fire år senere ved OL 1996 i Atlanta, hvor briterne henviste Australien og Frankrig til sølv- og bronzemedaljerne.
Ved OL 2000 i Sydney var Pinsent skiftet til den britiske firer uden styrmand, og vandt også guld ved sit tredje OL. Hans sidste lege blev OL 2004 i Athen, hvor han tog sin fjerde guldmedalje ved fire olympiske deltagelser, også denne gang som del af den britiske firer uden styrmand.
Pinsent vandt desuden hele ti VM-guldmedaljer, seks i toer uden styrmand, tre i firer uden styrmand og én i toer med styrmand.
Pinsent stoppede sin karriere i 2004. Samme år blev han adlet af dronning Elizabeth 2. for sine indsatser for landet.

## Resultater

### OL-medaljer
- 1992:  Guld i toer uden styrmand
- 1996:  Guld i toer uden styrmand
- 2000:  Guld i firer uden styrmand
- 2004:  Guld i firer uden styrmand

### VM-medaljer
- VM i roning 1991:  Guld i toer uden styrmand
- VM i roning 1993:  Guld i toer uden styrmand
- VM i roning 1994:  Guld i toer uden styrmand
- VM i roning 1995:  Guld i toer uden styrmand
- VM i roning 1997:  Guld i firer uden styrmand
- VM i roning 1998:  Guld i firer uden styrmand
- VM i roning 1999:  Guld i firer uden styrmand
- VM i roning 2001:  Guld i toer uden styrmand
- VM i roning 2001:  Guld i toer med styrmand
- VM i roning 2002:  Guld i toer uden styrmand
- VM i roning 1989:  Bronze i firer med styrmand
- VM i roning 1990:  Bronze i toer uden styrmand